# Hya chamberlini
Hya chamberlini es una especie de arácnido del orden Pseudoscorpionida de la familia Hyidae.

## Distribución geográfica
Se encuentra en Sri Lanka.